# 斯里蘭卡長爪鼩鼱屬
斯里蘭卡長爪鼩鼱屬（學名：Solisorex），是哺乳綱食蟲目鼩鼱科的一屬哺乳动物。

## 下属物种
本属包括以下物种：
- 斯里蘭卡長爪鼩鼱 Solisorex pearsoni Thomas, 1924